# Darkthrone Holy Darkthrone
Darkthrone Holy Darkthrone este o compilație-tribut alcătuită din piese care aparțin lui Darkthrone. Acest tribut muzical a fost realizat de importante formații black metal pentru a celebra 10 ani de la înființarea Darkthrone. Toate piesele sunt versiuni "cover" ale pieselor originale.
Compilația a fost remasterizată și relansată în 2012 prin casa de discuri Peaceville Records.

## Lista pieselor
1. Satyricon - "Kathaarian Life Code" (09:30)
2. Enslaved - "Natassja In Eternal Sleep" (03:20)
3. Thorns - "The Pagan Winter" (06:19)
4. Emperor - "Cromlech" (04:17)
5. Dødheimsgard - "Green Cave Float" (04:19)
6. Gehenna - "Transilvanian Hunger" (05:26)
7. Gorgoroth - "Slottet i det fjerne" (03:42)
8. Immortal - "To Walk The Infernal Fields" (07:48)